# Frank Kramer (calciatore 1972)
Frank Kramer (Memmingen, 3 maggio 1972) è un allenatore di calcio, dirigente sportivo ed ex calciatore tedesco, di ruolo centrocampista.